# NGC 6908
NGC 6908 is een spiraalvormig sterrenstelsel in het sterrenbeeld Steenbok. Het hemelobject werd op 24 september 1864 ontdekt door de Duitse astronoom Albert Marth.